# Howard Johnson (Songwriter)

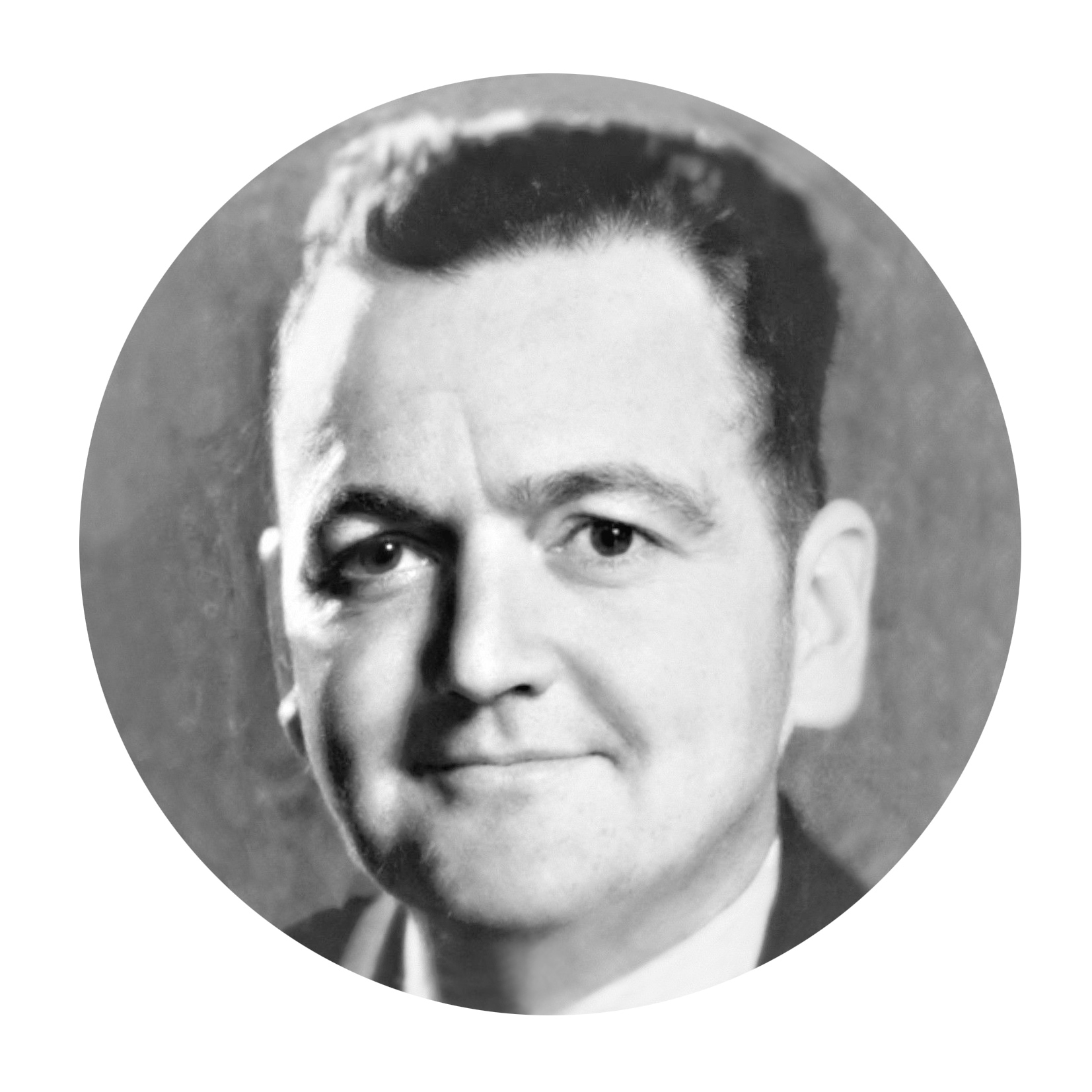
Howard Johnson

Howard Johnson (* 2. Juni 1887 in Waterbury (Connecticut); † 1. Mai 1941 in New York City) war ein US-amerikanischer Songwriter. Er wurde 1970 in die Songwriters Hall of Fame aufgenommen.

## Biografie
Johnson besuchte die High School und erhielt privaten Musikunterricht. Er spielte als Pianist in Theatern in Boston. Im Ersten Weltkrieg diente er in der US Navy.
Nach dem Kriegsdienst ging Johnson nach New York, wo er auf der Tin Pan Alley für Musikverlage schrieb. 1917 schloss er sich der American Society of Composers, Authors and Publishers (ASCAP) an. Musikalisch arbeitete er vor allem zusammen mit Milton Ager, Walter Donaldson, George W. Meyer, Joe Meyer, Percy Wenrich, James Kendis, James Brockman, Joe Davis, Harry M. Woods, Archie Gottler und anderen.
Johnsons bekanntester Song ist I Scream, You Scream, We All Scream for Ice Cream. Weitere populäre Songs von Johnson sind zum Beispiel: When the Moon Comes over the Mountain, M-O-T-H-E-R, A Word That Means the World to Me, Ireland Must Be Heaven, for My Mother Came from There, D-I-V-O-R-C-E, Sweet Lady, What Do You Want to Make Those Eyes at Me For?, (What Do You Do on a) Dew-Dew-Dewy Day, Bring Back My Daddy To Me, Where Do We Go From Here, Boys?, There’s a Broken Heart for Every Light on Broadway, I Don’t Want to Get Well, Siam, Georgia, Feather Your Nest, Love Me or Leave Me Alone und Am I Wasting My Time on You?. Insgesamt schrieb er mindestens 159 Songs.